# Bulbophyllum kegelii
Bulbophyllum kegelii là một loài phong lan thuộc chi Bulbophyllum.